# Bruchophagus grisselli
Bruchophagus grisselli är en stekelart som beskrevs av Mcdaniel och Boe 1991. Bruchophagus grisselli ingår i släktet Bruchophagus och familjen kragglanssteklar. Inga underarter finns listade.